# Kinectimals
Kinectimals est un jeu vidéo de simulation de vie développé par Frontier Developments et édité par Microsoft Game Studios, sorti en 2010 sur Xbox 360, iOS, Android et Windows Phone.

## Accueil
- Jeuxvideo.com : 14/20[1]